# Танатология
Танатоло́гия (от др.-греч. θάνατος — смерть и λόγος — учение) — раздел теоретической и практической медицины, изучающий состояние организма в конечной стадии патологического процесса, динамику и механизмы умирания, непосредственные причины смерти, клинические, биохимические и морфологические проявления постепенного прекращения жизнедеятельности организма. Не следует путать данное понятие с Русской философской танатологией.

## История
Термин «танатология» в обиход медицинской и биологической науки был введён по предложению И. И. Мечникова. У истоков танатологии стояли выдающиеся учёные М. Ф. К. Биша, Клод Бернар, Р. Вирхов, И. И. Мечников, Г. В. Шор и другие, положившие начало изучению смерти как закономерного завершения жизни.

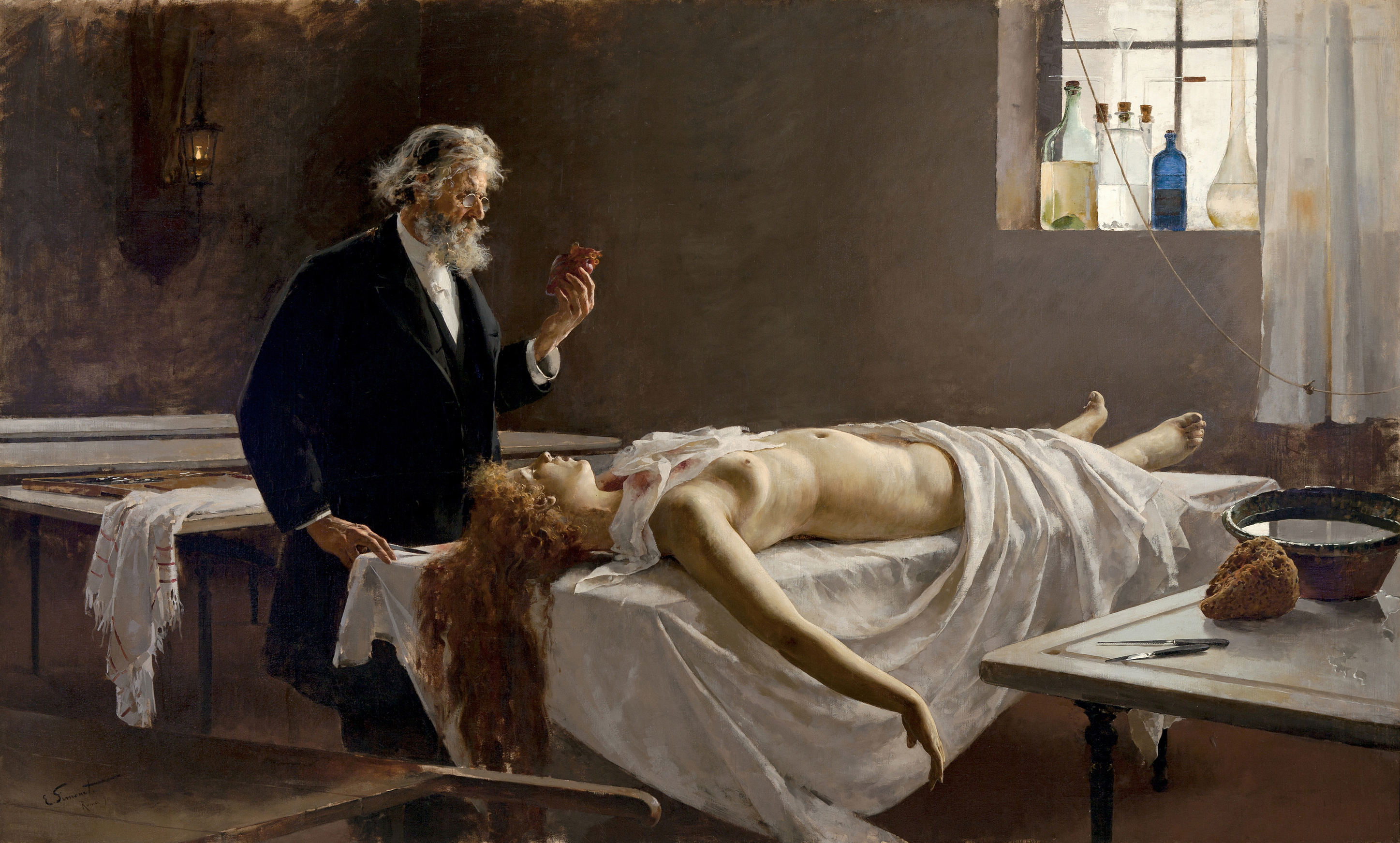
«Вскрытие»
(художник Энрике Симоне)

В начале XX века танатологию было принято делить на общую, которая изучала статику и динамику смерти, морфологические и патофункциональные изменения, постмортальные явления, взаимодействие трупа с окружающей средой, технику судебно-медицинского или патологоанатомического исследования трупа, и частную, которая рассматривала виды смерти, основные и непосредственные причины смерти при конкретных заболеваниях или состояниях и их диагностику на трупе, а также трупные явления, их сопровождающие.
В 1961 году на Международном конгрессе травматологов в Будапеште получила своё название новая медицинская дисциплина — реаниматология, которая по многим своим аспектам тесно соприкасается с танатологией. Областью научных интересов реаниматологии являются патофункциональные процессы, происходящие во время умирания, терминальные состояния и восстановление жизненных функций. В то время как область интересов танатологии в большей степени смещена в сторону патоморфологических аспектов умирания и постмортальных изменений, наблюдающихся в трупе в различные сроки после наступления смерти при различных внешних условиях, особенности исследования трупа, а также диагностика причин смерти.
Получили развитие исторические и антропологические исследования отношения к смерти и погребению в различных культурах, в разные исторические эпохи (Филипп Арьес, Луи-Венсан Тома и др.).